# American Society of Plastic Surgeons
La Sociedad Estadounidense de Cirujanos Plásticos (en inglés: American Society of Plastic Surgeons [ASPS]) es la mayor organización especializada de cirugía plástica del mundo.
Fue fundada en 1931 y está compuesta por cirujanos certificados por el Consejo Estadounidense de Cirugía Plástica o por el Colegio Real de Médicos y Cirujanos de Canadá, los cuales desempeñan cirugía plástica y reconstructiva en Estados Unidos. Con más de 5000 miembros, la ASPS agrupa al 94 % de los cirujanos plásticos certificados en Estados Unidos.
La organización está radicada en Arlington Heights (Illinois).
Además de una certificación, la afiliación de los cirujanos plásticos a la ASPS requiere que asistan regularmente a cursos de educación médica continuados así como adherirse a un código ético. Junto con lo anteriormente descrito, los miembros están obligados a desempeñar la cirugía en instalaciones quirúrgicas acreditadas.